# Kvarteret Blekeriet

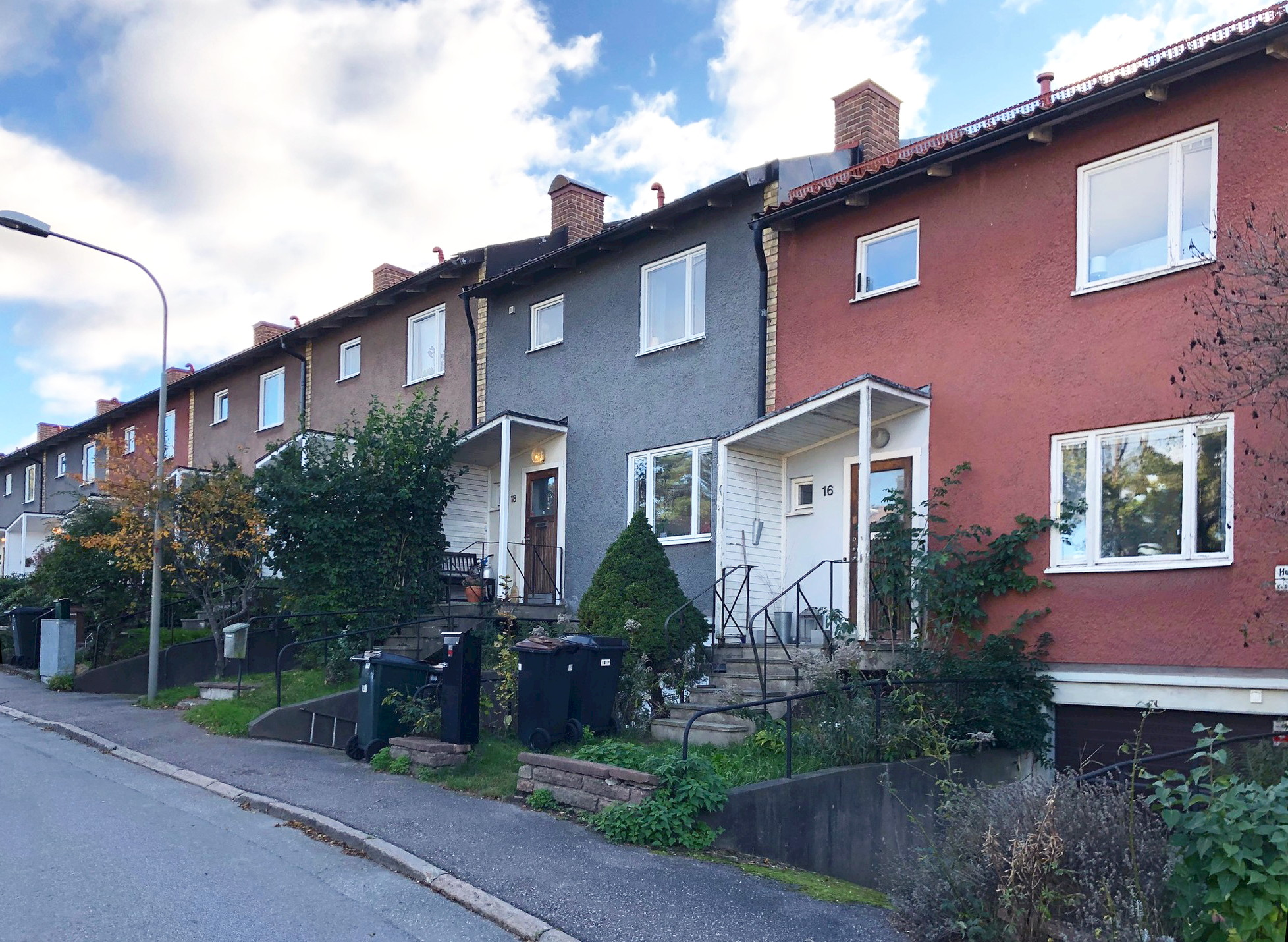
Kvarteret Blekeriet, fasad mot Husumsgränd.

Kvarteret Blekeriet ligger i sydvästra Stureby söder om Stockholm och är tillsammans med Kvarteret Silkesmassan och Kvarteret Rispapperet en del av Vivstavarvvägens radhusområde. Kvarteret Blekeriet består av 16 sammanhängande radhus på Husumsgränd 16–46. De tre kvarteren i radhusområdet är de enda blåklassade fastigheterna i Stureby, klassade av Stadsmuseet.

## Bebyggelse
Radhusen ritades av arkitekt Erik F. Dahl 1950 och inflytt skedde cirka ett år senare. Sju av de 16 radhusen har ett utseende, de nio resterande ett annat utseende. Från gatufasaden syns skillnaden främst i entrépartiet. Husen har samma yta, höjd och bredd, men små variationer som fönsterform och storlek gör området harmoniskt. De radhusen som ligger längre ner i backen har garage, medan flera av de andra radhusen i samma länga endast har källare. Eftersom dessa radhus är byggda i lite av en sluttning finns en suterrängvåning på baksidan.